# Duplek
Duplek är en kommun belägen i nordöstra Slovenien.